# تپه بورمایقیلان
تپه بورمایقیلان مربوط به دوره اشکانیان - دوره ساسانیان است و در شهرستان ماهنشان، بخش مرکزی، دهستان ماهنشان، ۲۰۰ متری غرب جاده خاکی روستای وایخر واقع شده و این اثر در تاریخ ۱۵ دی ۱۳۸۷ با شمارهٔ ثبت ۲۴۰۶۳ به‌عنوان یکی از آثار ملی ایران به ثبت رسیده است.